# Bjällvattnet
Bjällvattnet är en sjö i Åre kommun i Jämtland och ingår i Indalsälvens huvudavrinningsområde. Sjön har en area på 0,0865 kvadratkilometer och ligger 695,9 meter över havet. Sjön avvattnas av vattendraget Sösjöån.

## Delavrinningsområde
Bjällvattnet ingår i det delavrinningsområde (709144-137340) som SMHI kallar för Utloppet av Rödvattnet. Medelhöjden är 807 meter över havet och ytan är 11,06 kvadratkilometer. Det finns inga avrinningsområden uppströms utan avrinningsområdet är högsta punkten. Sösjöån som avvattnar avrinningsområdet har biflödesordning 2, vilket innebär att vattnet flödar genom totalt 2 vattendrag innan det når havet efter 389 kilometer. Avrinningsområdet består mestadels av skog (22 procent) och kalfjäll (69 procent). Avrinningsområdet har 0,63 kvadratkilometer vattenytor vilket ger det en sjöprocent på 5,7 procent.